# Jacques François Dugommier

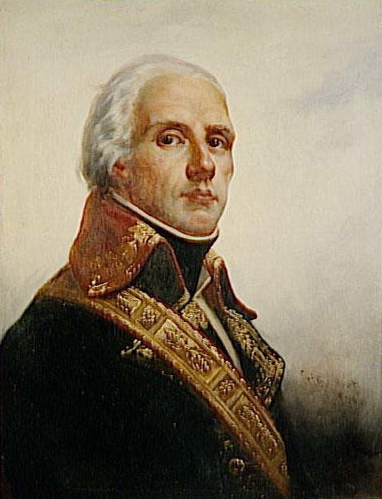
Dugommier, geschilderd in 1836 – 42 jaar na zijn dood – door François Bouchot

Jacques François Dugommier (Trois-Rivières (Guadeloupe), 1 augustus 1738 - nabij Figueres, Catalonië, 17 november 1794) was een Frans generaal ten tijde van de Franse Revolutie.
Dugommier, geboren als Jacques François Coquille, ging in 1759 in dienst bij de koloniale militie op Guadeloupe om het eiland te verdedigen tegen de Britten. Hij vocht op Martinique tijdens de Zevenjarige Oorlog. Hij veranderde zijn naam in Dugommier in 1785.
Na het uitbreken van de Franse Revolutie in 1789 werd hij benoemd tot kolonel en gaf bevel aan de Franse revolutionaire troepen die zeven maanden lang het Fort Saint-Pierre op Martinique verdedigden tegen geallieerde aanvallen.
Hij vertrok naar Frankrijk in 1793 en werd gedeputeerde van de Nationale Conventie. Het jaar daarop steeg hij in rang tot brigadegeneraal en accepteerde weer een militair bevel om het van alle kanten bedreigde Frankrijk te helpen verdedigen. In november 1794 volgde hij Generaal Carteaux op als bevelhebber van de Franse revolutionaire troepen die de stad Toulon belegerden. Hierbij volgde hij de strategie van de jonge artilleriekapitein Napoleon Bonaparte om de stad in te nemen (zie verder Beleg van Toulon).
In januari 1794 werd hij benoemd tot bevelhebber van de Armée des Pyrénées-Orientales, het Franse revolutionaire leger dat de Spaanse troepen moest terugslaan die de Franse zuidoostelijke provincie Roussillon waren binnengevallen. Deze Pyreneeënoorlog bleek een groot succes voor Dugommier. De Franse troepen heroverden alle bezette gebieden, staken vervolgens de Pyreneeën over en vielen Catalonië en Baskenland binnen.
De Fransen behaalden overwinning na overwinning op de Spanjaarden in het Frans-Spaanse grensgebied. Voor Dugommier liep het echter tragisch af. Op 17 november werd hij dodelijk getroffen tijdens de Slag bij la Montaña Negra, nabij Figueres in Catalonië. Hij werd begraven in het fort van Bellegard, dat hij twee maanden eerder had ingenomen. Later werd hij herbegraven in Perpignan in een piramidevormig grafmonument.
Nadat Napoleon aan de macht kwam in Frankrijk liet hij Dugommiers naam graveren in het Panthéon in Parijs. Ook gaf Napoleon een (in die tijd enorme) toelage van 100.000 franc aan Dugommiers zonen.
In Parijs werd de Rue Dugommier naar hem vernoemd, en in 1939 werd het Parijse metrostation Charenton hernoemd tot Dugommier. Ook in andere Franse steden zijn straten naar hem vernoemd, waaronder de Rue Dugommier in Perpignan en de Boulevard Dugommier in Marseille. Het Franse oorlogsschip Pluton, dat deelnam aan de Amerikaanse Onafhankelijkheidsoorlog, werd in 1797 hernoemd naar Dugommier ter ere van de generaal.